# Tritneptis affinis
Tritneptis affinis är en stekelart som först beskrevs av Christian Gottfried Daniel Nees von Esenbeck 1834.  Tritneptis affinis ingår i släktet Tritneptis och familjen puppglanssteklar. Arten är reproducerande i Sverige. Inga underarter finns listade i Catalogue of Life.